# Brda (gora)
Brda so gora med Pokljuko in Krmo.
Razgledni vrh ponuja panoramski razgled. Na tem vrhu, ki je opremljen s kovinskim drogom in žigom, se odprejo pogledi proti Triglavu, vrhovom nad dolino Krme, zahodnim in osrednjim Karavankam, Grintovcu ter najvišjim vrhovom v Kamniško-Savinjskih Alpah, Pokljuki, Jelovici in verigi Spodnjih Bohinjskih gora.